# Gattatico
Gattatico (Gatâtich, Gatâdegh o Gadàdegh in dialetto reggiano e parmigiano) è un comune italiano sparso di 5 775 abitanti della provincia di Reggio Emilia in Emilia-Romagna.
La sede municipale è in località Praticello, sita al centro del territorio comunale. In "casi del tutto eccezionali" e "per particolari esigenze", le adunanze del Consiglio comunale possono svolgersi anche in luoghi diversi dalla sede municipale

## Geografia fisica

### Territorio
Il comune si trova nella Pianura padana, a 20 km a nord-ovest di Reggio Emilia e 18 km a est di Parma. Confina a nord con Brescello e Poviglio, a est con Campegine e Castelnovo di Sotto, a sud con Sant'Ilario d'Enza e a ovest con i comuni parmensi di Sorbolo Mezzani e Parma.
Il comune è bagnato ad ovest dal torrente Enza, che costituisce il confine della provincia di Parma con la provincia di Reggio Emilia.

### Clima
Il comune ha un clima subtropicale umido (classificazione di Köppen Cfa). Le estati sono calde e umide, con temperature massime medie di 29-30 °C che superano talvolta i 35 °C. La primavera e l'autunno sono stagioni dal clima generalmente gradevole, anche se con diffuse precipitazioni. Gli inverni sono freddi, con nevicate di media intensità e temperature massime medie di 4-5 °C che scendono di frequente sotto lo zero durante la notte. I violenti temporali che occasionalmente colpiscono il territorio possono dar vita a intense grandinate.

## Storia

### Storia antica
La prima colonizzazione della zona, un tempo ricoperta da boschi, avvenne a opera dei Cenomani che crearono il fortilizio di Taneto. Di questi primi insediamenti sono state rinvenute tracce archeologiche come sepolture, ceramiche, selci ed ossa lavorate. 
In epoca romana, a partire dal II secolo a.C. la zona fu bonificata e ripartita secondo lo schema della centuriazione di cui sono visibili tracce nella zona di Nocetolo. Ad esempio, l’attuale via Zappellazzo si sovrappone al tracciato dell’antica via Tabularia, direttrice fondamentale per il collegamento dei villaggi lungo il Po con la collina reggiana. L’origine del toponimo “Gattatico” è incerta ma potrebbe derivare da “captato” (prigioniero), in riferimento all’impiego di prigionieri nelle opere di bonifica del territorio.
Dopo la caduta dell’Impero Romano d’Occidente, il territorio fu sotto il controllo dell'Impero romano d'Oriente; in seguito, quando nell’anno 568 i Longobardi, guidati dal re Alboino, dilagarono nella pianura padana, trovarono poca resistenza nelle città e conquistarono ampi territori. Gattatico appartenne poi ai Carolingi e, dall’895 al 1060, ai vescovi di Parma.

### Storia medievale
In epoca medievale fu sotto il controllo di diverse signorie parmensi e dalla metà del ‘500 sotto il dominio di Casa Farnese, governatori del Ducato di Parma e Piacenza.

### Storia moderna
Dopo le guerre di successione asburgica e borbonica, la fine del XVIII secolo vide la forte avanzata napoleonica nel territorio italiano. L’armistizio del 1796 con il duca Don Ferdinando di Borbone segnò l’inizio del protettorato francese sul ducato e, nel 1801, Napoleone Bonaparte ottenne dalla Spagna il benestare all’annessione del ducato alla Francia. Il territorio fu amministrato dapprima dal governatore generale Moreau de Saint-Méry e poi dal prefetto Hugues Nardon e fu sottoposto al nuovo Codice Civile francese emanato da Napoleone. Il ducato fu suddiviso in tredici comunità (mairies) e tra queste venne costituita la Comunità di Gattatico e primo sindaco (maire) fu nominato il Capitano Luigi Nalli il 25 marzo 1806.
Annesso nel 1811 nel napoleonico Dipartimento del Crostolo, Gattatico tornò al Ducato di Parma e Piacenza nel 1816 per effetto della Restaurazione del Congresso di Vienna, passando infine nel 1848 al Ducato di Modena e Reggio di nuovo sotto il dominio degli Estensi con l’Arciduca Francesco V.
Dopo la Seconda guerra d'indipendenza italiana fu ricostituito comune autonomo con decreto dittatoriale di Carlo Luigi Farini e successivamente, nel marzo 1860, il Sindaco Antonio Fortunato Nazzari indisse le votazioni per decidere l’annessione al Regno di Sardegna. Il 19 marzo 1861, dopo l’unificazione di gran parte della penisola, venne proclamato il Regno d’Italia sotto il re Vittorio Emanuele II. 
Nel 1870 la sede comunale fu trasferita nella frazione di Praticello, situata nel centro del territorio comunale. 
Tra la fine dell’800 e l’inizio del ‘900 emersero a Gattatico due figure di rinnovatori sociali. Il primo fu il deputato liberale Ulisse Carmi che si dedicò ad opere umanitarie e che fondò una banca popolare ed una società di mutuo soccorso. Il secondo fu Amos Tragni, professore e allievo del Carducci, portatore di idee socialiste e fondatore di cooperative e della biblioteca popolare.

### Storia recente
Nel corso della prima guerra mondiale, Gattatico pianse il suo contributo al conflitto con 86 giovani cittadini vittime del fuoco nemico. Nel turbinio politico e sociale degli eventi nazionali che ne conseguirono, il partito fascista arrivò al potere e, a livello comunale, l'impronta del nuovo regime fu rappresentata dalla figura del podestà.
Nel corso dei cinque anni del secondo conflitto mondiale e della Resistenza al nazi-fascismo, Gattatico pagò con la morte di 52 soldati e decine di altre vittime civili.
Il secondo dopoguerra vide un impoverimento della zona, l’esodo dalle campagne e la difficile convivenza tra le frazioni del territorio. Il boom economico italiano della fine degli anni ‘50 portò nuovi insediamenti industriali e artigianali, iniziando un lento processo di trasformazione dell’economia locale.

### Simboli
Lo stemma e il gonfalone sono stati concessi con DPR del 27 giugno 1962.
Il gonfalone è un drappo di azzurro.

## Monumenti e luoghi d'interesse
- Oratorio di San Pantaleone
- Chiesa di San Matteo (1690-1703) a Praticello
- Parrocchiale di San Tommaso di Canterbury, a Gattatico, di origine romanica

## Società

### Evoluzione demografica
Abitanti censiti

### Etnie e minoranze straniere
Gli stranieri residenti a Gattatico al 31 dicembre 2021 sono 600 e rappresentano il 10,5% della popolazione residente. Le nazionalità più numerose sono:
- India: 112
- Marocco: 105
- Romania: 105
- Albania: 52
- Ucraina: 45
- Moldavia: 41

## Cultura

### Musei

#### Casa Cervi
Dalla zona di Gattatico provengono i sette fratelli Cervi, attivisti di sinistra e combattenti anti-fascisti. Ai Cervi è dedicato un museo, ricavato nella cascina dove abitarono. Si trova a un chilometro dal centro di Gattatico, e si chiama Casa Cervi.

### Eventi

#### Spaghettata anti-fascista
È una tradizione locale, nata nella vicina località Campi Rossi nel comune di Gattatico, divenuta in seguito una sagra popolana molto sentita. Il tutto ebbe inizio il 25 luglio del 1943, in occasione dell'arresto di Benito Mussolini. Al comunicato ufficiale della notizia, da parte di radio Milano Libertà, una famiglia del posto, la famiglia Cervi, di lunghissima tradizione anti-fascista, reagì con grande ottimismo all'evento, così che, in un vero e proprio clima di festa, offrì ai propri compaesani i maccheroni, al burro e pomodoro, un piatto che per l'epoca, con la grande carestia causata dalla guerra, era ritenuto un gran lusso. Da allora, la sagra si tiene tutti gli anni nel giorno dell'anniversario dell'arresto del Duce.

## Geografia antropica
Il comune sparso di Gattatico è composto, ai sensi dell'art. 3.1 dello Statuto, dalle seguenti località - "storicamente riconosciute" - le quali, complessivamente, costituiscono la circoscrizione comunale:
- Gattatico, frazione che dà nome al Comune
- Praticello, frazione capoluogo
- Taneto
- Nocetolo
- Olmo
- Ponte Enza

## Amministrazione
Di seguito è presentata una tabella relativa alle amministrazioni che si sono succedute in questo comune.
| Periodo        | Periodo        | Primo cittadino  | Partito                                                                               | Carica  | Note   |
| -------------- | -------------- | ---------------- | ------------------------------------------------------------------------------------- | ------- | ------ |
| 11 luglio 1985 | 20 marzo 1992  | Giuseppe Cantoni | Partito Comunista Italiano (1985-1991) Partito Democratico della Sinistra (1991-1992) | Sindaco | [ 11 ] |
| 20 marzo 1992  | 14 giugno 1999 | Paolo Frattini   | Partito Democratico della Sinistra                                                    | Sindaco | [ 11 ] |
| 14 giugno 1999 | 8 giugno 2009  | Rossella Cantoni | lista civica di sinistra                                                              | Sindaco | [ 11 ] |
| 8 giugno 2009  | 25 maggio 2014 | Giovanni Maiola  | lista civica di centro-sinistra                                                       | Sindaco | [ 11 ] |
| 26 maggio 2014 | 8 giugno 2019  | Giovanni Maiola  | lista civica di sinistra Progetto Democratico (sostenuta dal PD)                      | Sindaco | [ 11 ] |
| 8 giugno 2019  | 10 giugno 2024 | Luca Ronzoni     | lista civica di sinistra Progetto Gattatico (sostenuta dal PD)                        | Sindaco | [ 11 ] |
| 10 giugno 2024 | in carica      | Daniele Finucci  | lista civica Uniti per cambiare                                                       | Sindaco | [ 1 ]  |

### Gemellaggi
- Melissa
- Zierenberg